# Koromandeluhu
Der Koromandeluhu (Ketupa coromanda, Synonym: Bubo coromandus), gelegentlich auch Düsteruhu genannt, ist eine Art aus der Familie der eigentlichen Eulen. Er kommt in Süd- und Südostasien vor.

## Merkmale
Der Koromandeluhu ist eine verhältnismäßig große Uhuart. Er erreicht eine Körperlänge von 48 bis 53 Zentimetern.
Das Körpergefieder ist gräulich bis rußig verwaschen. Die Augen sind gelb. Die Federohren sind sehr auffällig, stehen aufrecht und verhältnismäßig nahe beieinander. Der Gesichtsschleier hat einen schmalen dunklen Rand. Die Läufe sind befiedert.
Verwechslungsmöglichkeiten bestehen mit dem Bengalenuhu, da sich die Verbreitungsgebiete überschneiden. Das Gefieder des Bengalenuhus ist jedoch rötlich und er hat orangefarbene und nicht gelbe Augen. Der Nepaluhu ist deutlich größer und auf der Körperoberseite auffällig gefleckt. Seine Augen sind dunkelbraun.

## Verbreitung
Das Verbreitungsgebiet des Koromandeluhus ist schwerpunktmäßig der indische Subkontinent. Es reicht von Pakistan südlich des Himalayas sowie dem indischen Sind, Punjab und Uttar Pradesh in östlicher Richtung bis nach Nepal und von dort in südlicher Richtung bis zum Brahmaputra, Manipur und Bangladesch. Koromandeluhus sind nicht nur in der gesamten nördlichen Hälfte des indischen Halbkontinents verbreitet. Sie kommen auch im Westen Burmas und vereinzelt im Südosten Chinas vor. Es gibt drei Bälge, die auf der Malaiischen Halbinsel gesammelt wurden. Dabei handelt es sich aber vermutlich um nicht-brütende Irrgäste aus dem Norden.

## Lebensraum
Der Koromandeluhu ist weit verbreitet in Regionen mit einem dichten Bestand an Wäldern und Feuchtgebieten. Dagegen fehlt er in ariden Regionen und Wüsten. Er kommt unter anderem auch in alten Mangoplantagen, Hainen, Alleen mit altem Tamarindenbestand oder anderen dicht belaubten Bäumen vor. Wesentlich für ihn ist die Nähe zum Wasser. Seine Höhenverbreitung reicht bis zu 250 Meter über Normalnull.

## Lebensweise
Der Koromandeluhu übertagt in der Regel im dichten Blattwerk und wird in der Abenddämmerung aktiv. Anders als sehr viele Uhus jagt er aber verhältnismäßig häufig auch bei Tage, besonders an wolkenverhangenen Tagen oder bei leichtem Regen. Er ist sehr standorttreu, wenn er nicht gestört wird, und Paare halten sich häufig mehrere Jahre im selben Territorium auf.
Sein Nahrungsspektrum umfasst kleine Säugetiere, Vögel, Reptilien, Frösche, Fische und große Insekten. Anhand von Mageninhalten und Nahrungsüberresten wurden bislang Ratten, Hasen, Hörnchen, Tauben, Papageien, Blesshühner, Racken, Paddyreiher und insbesondere Glanz- und Dickschnabelkrähen als Teil seines Beutespektrums identifiziert.
Die Fortpflanzungszeit fällt in den Zeitraum November bis April. In Nordindien ist der Höhepunkt der Fortpflanzungszeit der Zeitraum Dezember bis Januar. Er brütet überwiegend in den aufgegebenen Nestern anderer großer Vogelarten wie etwa von Weihen, Geiern oder Adlern. Das Gelege besteht aus zwei Eiern, die mit einem großen Legeabstand gelegt werden. Das führt zu einem sehr großen Entwicklungsunterschied zwischen den Nestlingen. In der Regel wird nur das ältere und stärkere der Nestgeschwister groß.